# Dyvattnet
Dyvattnet är en sjö i Munkedals kommun i Bohuslän och ingår i Örekilsälvens huvudavrinningsområde. Sjön är 8,5 meter djup, har en yta på 0,04 kvadratkilometer och är belägen 105 meter över havet.